# Claudia Soriano Pérez
Claudia Soriano Pérez (Barcelona, 5 de març de 2003) és una jugadora de bàsquet catalana.
Base-escorta, s'inicià a la pràctica del bàsquet al Jesuïtes Gràcia-Col·legi Kotska i es formà en les categories inferiors del Basket Almeda, amb el qual debutà a la Lliga femenina 2 amb disset anys. La temporada 2021-22 marxà a jugar a la Lliga NCAA amb el Norheastern Huskies. L'any següent tornà a les competicions estatals fitxant pel Club Universitario de Ferrol de la Lliga Challenge. Amb el club gallec ha guanyat una Copa Galícia (2022) i aconseguí l'ascens a la Lliga Femenina, on hi debutà la temporada 2023-24. Internacional amb la selecció espanyola en categories de formació, aconseguí una medalla de bronze al Campionat d'Europa sub-20 (2023).